# Donja Slatina (Leskovac)
Donja Slatina (Servisch cyrillisch Доња Слатина) is een plaats in de Servische gemeente Leskovac. De plaats telt 300 inwoners (2002).